# Gymnasium Marne
Das Gymnasium Marne ist ein allgemeinbildendes, staatliches Gymnasium in der Stadt Marne (Holstein) im Kreis Dithmarschen in Schleswig-Holstein. Leiter der Europaschule ist Matthias Lein. Das Hauptgebäude der Schule, die ehemalige Kaiser-Wilhelm-Schule, und das Direktorenwohnhaus sind als Kulturdenkmale gelistet.

## Beschreibung
Das Gymnasium in der Bürgermeister-Plambeck-Straße wird von 586 Schülerinnen und Schülern in 26 Klassen besucht (Schülerzahlen aus dem Schuljahr 2020/2021). Von 1975 bis 1985 war das Gymnasium Brunsbüttel – damals „im Entstehen“ – die Außenstelle des Gymnasiums Marne.

## Lehrer
- Oskar Beber (1875–1964), Schulleiter von 1909 bis 1934, Ehrenbürger der Stadt Marne

## Schüler
- Dietrich Oeding (* 1928), Elektrotechniker und Hochschullehrer, Ehrenmitglied des VDE (Abitur 1950)
- Reimer Bull (1933-2012), Germanist, niederdeutscher Schriftsteller und Hörfunksprecher (Abitur 1954), Ehrenbürger der Stadt Marne
- Günter Endruweit (1939–2021), Soziologe und Hochschullehrer (Abitur 1959)
- Helmut Zierl (* 1954), Schauspieler, Autor, Synchron- und Hörspielsprecher
- Enno Bünz (* 1961), Historiker und Hochschullehrer (Abitur 1980)